# Ла Масимина-Казал Лумброзо (Рим)
Ла Масимина-Казал Лумброзо је насеље у Италији у округу Рим, региону Лацио.
Према процени из 2011. у насељу је живело 11112 становника. Насеље се налази на надморској висини од 47 м.